# Nywa Buzowa
Nywa Buzowa (ukr. ФК «Нива» Бузова) – ukraiński klub piłkarski, mający siedzibę we wsi Buzowa, w obwodzie kijowskim, na północy kraju, grający od sezonu 2024/25 w rozgrywkach ukraińskiej Perszej-lihi.

## Historia
Chronologia nazw:
- 1980: Nywa Buzowa (ukr. ФК «Нива» (Бузова))
- 2009: klub rozwiązano
- 2017: Nywa Buzowa (ukr. ФК «Нива» (Бузова))

Klub piłkarski Nywa został założony w miejscowości Buzowa wiosną 1980 roku z inicjatywy Wasyla Wołodymyrowicza Kryżewskiego, inżyniera sowchozu „Buziwski”, który w tym czasie pełnił funkcje instruktora sportowego na zasadach publicznych. Początkowo zespół występował w mistrzostwach obwodu kijowskiego. Zespół kilkakrotnie rezygnował z występów, najdłuższy był okres nieobecności od 2009 do 2017 roku z powodu na przebudowę stadionu "Szkolny".
Od września 2019 roku prezesem klubu jest Oktaj Efendijew. W 2020 roku wybudowano bazę i stadion dla klubu. W sezonie 2020/21 startował w rozgrywkach Amatorskiego Pucharu Ukrainy. W następnym sezonie 2021/22 drużyna również występowała w Amatorskiej lidze. Latem 2022 roku klub zgłosił się do rozgrywek Drugiej ligi (D3) i otrzymał status profesjonalny.

## Barwy klubowe, strój, herb, hymn
|  |  |  |

Klub ma barwy czerwono-czarno-białe. Piłkarze domowe spotkania zazwyczaj grają w czerwonych koszulkach, czerwonych  spodenkach oraz białych getrach.

## Sukcesy

### Trofea międzynarodowe
Do chwili obecnej klub jeszcze nigdy nie zakwalifikował się do rozgrywek europejskich.

### Trofea krajowe
| \| \| Zdobyte trofea w rozgrywkach Ukrainy (stan na: 31-05-2023) \| |                                                            |      |          |
| Rozgrywki                                                           | Osiągnięcie                                                | Razy | Sezon(y) |
| · Mistrzostwo                                                       | I miejsce                                                  | 0    |          |
| · Mistrzostwo                                                       | II miejsce                                                 | 0    |          |
| · Mistrzostwo                                                       | III miejsce                                                | 0    |          |
| Puchar                                                              | zdobywca                                                   | 0    |          |
| Puchar                                                              | finalista                                                  | 0    |          |
| Puchar                                                              | 1/64 finału                                                | 1    | 2023/24  |
| II liga                                                             | I miejsce                                                  | 0    |          |
| II liga                                                             | II miejsce                                                 | 0    |          |
| II liga                                                             | III miejsce                                                | 0    |          |
| Ukraina                                                             | Zdobyte trofea w rozgrywkach Ukrainy (stan na: 31-05-2023) |      |          |

- Druha liha (D3):
  - mistrz (1x): 2022/23
- Mistrzostwa obwodu kijowskiego:
  - mistrz: 2021
  - wicemistrz: 2008
- Puchar obwodu kijowskiego:
  - zdobywca: 2021
- Superpuchar obwodu kijowskiego:
  - zdobywca: 2021
- Memoriał Mykoły Kirsanowa:
  - zdobywca: 2021
- Memoriał Makarowa:
  - zdobywca: 2023

## Poszczególne sezony

### Rozgrywki międzynarodowe

#### Europejskie puchary
Nie uczestniczył w rozgrywkach europejskich.

### Rozgrywki krajowe
| \| Ukraina \| Bilans występów klubu w rozgrywkach piłkarskich Ukrainy (Stan na 31 maja 2023 r.) \| \| |                                                                                   |        |       |   |   |   |    |    |     |         |        |        |      |
| Poziom                                                                                                | Rozgrywki                                                                         | Sezony | Mecze | Z | R | P | B+ | B– | Pkt | Lata    | Awanse | Spadki | Naj. |
| I | Premier-liha                                                                      | 0      |       |   |   |   |    |    |     |         | 0      | 0      |      |
| II | Persza liha                                                                       | 1      |       |   |   |   |    |    |     | od 2023 | 0      | 0      | ?    |
| III                                                                                                   | Druha liha                                                                        | 1      |       |   |   |   |    |    |     | 2022/23 | 1      | 0      | 1    |
| IV | Amatorska liha                                                                    | 1      |       |   |   |   |    |    |     | 2021/22 | 1      | 0      | 1    |
| | Puchar Ukrainy                                                                    | 1      |       |   |   |   |    |    |     | od 2023 | 0      | 0      | 1/64 |
| Ukraina                                                                                               | Bilans występów klubu w rozgrywkach piłkarskich Ukrainy (Stan na 31 maja 2023 r.) |        |       |   |   |   |    |    |     |         |        |        |      |

## Piłkarze, trenerzy, prezydenci i właściciele klubu

### Trenerzy
- 201?–0?.2021:  Marko Martynenko
- 0?.2021–01.06.2023:  Serhij Karpenko
- 06.2023–...:  Ihor Żabczenko

### Prezydenci
- 2017–08.2019:  Ołeksandr Harkawenko
- 09.2019–...:  Oktaj Efendijew

## Struktura klubu

### Stadion
Klub piłkarski rozgrywa swoje mecze domowe na stadionie Juwilejny w Buczy, który może pomieścić 1028 widzów oraz Buzowa Arena w Buzowej o pojemności 253 miejsc siedzących.

## Kibice i rywalizacja z innymi klubami

### Derby
- Czajka Petropawliwśka Borszczahiwka
- Dinaz Wyszogród
- FK Kudriwka